# Марк+Наталка
«Ма́рк+Ната́лка» — український комедійний серіал; українська версія міжнародного франко-канадського телепроєкту «Un gars, une fille», реалізованого у понад 30 країнах світу. У головних ролях — Наталка Кобізька та Марк Дробот. Режисер — Гарік Бірча.
Це вже друга українська версія міжнародного франко-канадського телепроєкту «Un gars, une fille». З 2005 по 2008 рік телеканал ICTV вже транслював український рімейк ситкому під назвою «Леся+Рома», також являється спін-оффом серіалу «Леся+Рома». 
Прем'єра першого сезону телесеріалу відбулась 25 вересня 2018 року на каналі ICTV.

## Сюжет
Марк і Наталка живуть разом, люблять один одного і намагаються розібратися з проблемами, які виникають ледь не на кожному кроці. Ревнощі, непорозуміння, пошук компромісів, сімейні радості, проблеми батьків і дітей саме з цим щодня стикаються головні персонажі. Але з кожної конфліктної ситуації вони знаходять вихід, оскільки взаєморозуміння, повага, терпіння і любов долають усі перепони.

## У ролях
- Наталка Кобізька
- Марк Дробот
- Олександр Ярема
- Анна Кузіна
- Максим Боровець
- Гарік Бірча
- Дмитро Лалєнков - батько Марка

В епізодах серіалу знялися зірки українського шоу-бізнесу Віктор Бронюк, Лілія Ребрик, Дмитро Коляденко, Сергій Смальчук, Олександр Скічко та Тимур Мірошниченко та інші. 

## Виробництво
Відбір акторів тривав кілька місяців поспіль. Кастинги серіалу проходили в кількох містах країни.